# Porzano
Porzano è una frazione del comune di Leno, in provincia di Brescia. È situata quattro chilometri a nord del centro di Leno in un'area compresa tra la strada provinciale SPVII e l'autostrada A21.
Il nome trova la propria origine nei possedimenti della famiglia romana Porcia, da cui "fundus Porcianus".

## Geografia fisica
La frazione di Porzano si estende sulla cosiddetta fascia delle resorgive, ossia una zona che separa orizzontalmente la pianura detta “alta” da quella detta “bassa”. Questa area territoriale trova la sua origine presso l'Oglio (più precisamente all'altezza di Rudiano) e prosegue in direzione ovest-est sino al Comune di Castenedolo per una fascia di circa 10 km di larghezza. Questa parte di pianura è principalmente fluvio-glaciale e ciò contribuisce a rendere il territorio di Porzano pianeggiante.

## Storia
Porzano risulta essere stato abitato fin dai tempi più remoti, già dall'Età del Bronzo.
In epoca romana, il territorio, prevalentemente posseduto dalla famiglia Porcia, faceva parte del pago bolognese. In seguito alle Invasioni barbariche, fu annesso al Regno longobardo e destinato principalmente ad attività di caccia e di rifornimento di legname. Più tardi, nel secolo VIII, il fondo fu utilizzato come corte del Monastero di San Salvatore (poi Santa Giulia).
In epoca medievale, il paese si estendeva attorno ad un castello del quale non rimangono tracce, ad esclusione della strada che lo delimitava e lungo la quale sono state costruite diverse residenze rurali e signorili. All'estremità sud-est di tale circonvallazione si erge la chiesa di San Martino.
Durante il XIV secolo la Peste nera e i frequenti passaggi degli eserciti resero Porzano un paese isolato e abbandonato. Tale situazione si prolungò per molto tempo anche a causa delle mancate opere di bonifica in questa parte del territorio della Bassa Bresciana.
Sul finire del XIX secolo, nella zona compresa tra i paesi di Porzano e Bagnolo Mella, vennero attuate tali opere che stimolarono lo sviluppo agricolo con conseguente richiesta di manodopera. Grazie a questi progetti Porzano iniziò a configurarsi come una nuova realtà agricola con possibilità di crescita.
Porzano rimase un comune autonomo sino al 1927.

## Economia
Fino alla prima metà del XX secolo, in seguito alle opere di bonifica e di canalizzazione delle acque, l'economia è quasi esclusivamente di tipo agricolo. 
Dopo la Seconda Guerra Mondiale, si assiste ad un notevole sviluppo di attività artigianali e industriali nell'ambito metalmeccanico e chimico.

## Eventi e manifestazioni
Nella prima decade di settembre, fin dal 1800 con cadenza quinquennale, si svolgono le feste votive in onore della Madonna con processioni lungo le vie del paese decorato con luminarie e addobbi.
La festa del patrono San Martino Vescovo cade l'11 novembre.
Nel mese di giugno si svolge un torneo di calcio a 6 che richiama, da tutta la provincia, formazioni composte da giocatori militanti nei campionati a partire dalla categoria dell'eccellenza.
L'ultimo fine settimana di luglio si svolge la cosiddetta Festa di Mezza Estate, organizzata dal Centro Ricreativo Parrocchiale Porzanese.

## Luoghi d'interesse
- Chiesa di San Martino